# Pyrellina adbomonalis
Pyrellina adbomonalis är en tvåvingeart som beskrevs av Zielke 1971. Pyrellina adbomonalis ingår i släktet Pyrellina och familjen husflugor. Inga underarter finns listade i Catalogue of Life.